# Tom Toles
Thomas Gregory "Tom" Toles (nascido em 22 de outubro de 1951) é um  cartunista político americano. Ele é o vencedor do Prêmio Pulitzer de 1990 na categoria de cartuns editoriais. Seus cartuns normalmente apresentam pontos de vista progressistas. Semelhante ao uso de Oliphant de seu personagem Punk, Toles também tende a incluir um pequeno doodle, geralmente uma pequena caricatura de si mesmo em sua mesa, na margem de sua tira.

## Biografia
Toles escreveu para The Buffalo Courier-Express, The Buffalo News e The Washington Post. Ele deixou o Buffalo News em 2002, aceitando uma oferta do Washington Post para substituir o cartunista Herblock, e está sob contrato do Universal Press Syndicate. Parte de sua aceitação de seu novo emprego exigia que ele desistisse de sua coluna diária de domingo, distribuída pela United Feature, Randolph Itch 2 AM, um cartum baseado nos pensamentos de Toles enquanto lutava contra a insônia. Toles foi substituído no Buffalo News por Adam Zyglis. Além de Randolph Itch 2 AM, a Toles também criou uma história em quadrinhos diária e dominical sobre crianças pequenas chamada Curious Avenue. Foi publicado entre 1992 e 1994 através de seu futuro sindicato de cartuns editoriais, Universal Press Syndicate. Uma coleção da tira foi publicada em 1993 pela editora Andrews McMeel Publishing.
Os cartuns aparecem em mais de 200 jornais em todo o país. Ele recebeu o Prêmio de Cartum Editorial da Sociedade Nacional de Cartunistas em 2003 e o Prêmio Herblock em 2011.
Em 2016, ele foi co-autor de Michael E. Mann, The Madhouse Effect, descrevendo a controvérsia do aquecimento global.

## Vida pessoal
Toles graduou - se magna cum laude pela Universidade de Buffalo, Universidade Estadual de Nova Iorque. Ele se casou com Gretchen Saarnijoki em 1973; juntos eles têm dois filhos, Amanda e Seth.
Em 2008, o Toles começou a se apresentar com a banda de rock Suspicious Package em locais próximos a Washington, D.C. A banda é formada por Toles na bateria, Bryan Greene, oficial sênior do HUD na guitarra, Josh Meyer do L.A. Times na guitarra, Tim Burger da Bloomberg News na baixo e Christina Sevilla, representante sênior do Departamento de Comércio dos EUA, no teclado. A banda estreou em 30 de maio de 2008 no The Red and the Black em Northeast D.C. Toles endossou a candidata democrata Hillary Clinton na preparação para a eleição presidencial dos EUA em 2016.

## Prêmio Pulitzer
Toles recebeu o Prêmio Pulitzer em cartum editorial em 1990. Ele foi um dos dois finalistas do prêmio em 1985 e foi um dos três finalistas do prêmio em 1996.

## Controvérsias
Um desenho animado publicado em 29 de janeiro de 2006 atraiu a ira do Pentágono na forma de uma carta de protesto assinada pelos Chefes de Estado-Maior Conjunto. No que diz respeito a algumas avaliações recentes do Exército dos Estados Unidos, o desenho mostrava o Exército como um soldado amputado quádruplo, com um médico parecido com o Secretário de Defesa Donald Rumsfeld, declarando a "batalha mais dura" do Exército. Os Chefes de Estado-Maior Conjunto declararam: "Usar a semelhança de um membro do serviço que perdeu seus braços e pernas na guerra como tema central de um desenho animado [é] além de insípido". Toles foi citado respondendo: "Eu acho que é um pouco injusto na leitura do desenho animado implicar que é disso que se trata". Em 7 de fevereiro de 2006, Tom Tomorrow publicou um desenho comparando as reações aos desenhos de Muhammad com os desenhos de Tom Toles, alegando um duplo padrão.

## Outras aparições
Em março de 2010, Toles apareceu no décimo segundo episódio de The Real World: Washington, DC, no qual Andrew Woods, um aspirante a cartunista, se encontrou com ele no Washington Post para procurar orientação profissional.